# Saison 2 de The Royals
Chronologie
Saison 1 Saison 3
Cet article présente le guide des épisodes de la deuxième saison de la série télévisée The Royals.

## Généralités
- Aux États-Unis, la saison a été diffusée entre le 15 novembre 2015 et le 17 janvier 2016 sur E!.
- Au Canada, la saison a été diffusée en simultané sur E! Canada.
- En France, la saison est diffusée depuis le 18 octobre 2016 sur ELLE Girl.
- Au Québec, la saison sera diffusée à partir du 3 novembre 2016 sur VRAK.TV[1].
- Aucune information concernant sa diffusion dans les autres pays francophones.

## Distribution

### Acteurs principaux
- Elizabeth Hurley (VF : Micky Sebastian) : la reine Helena Henstridge
- William Moseley (VF : Gauthier Battoue) : le prince Liam Henstridge
- Alexandra Park (VF : Alice Taurand) : la princesse Eleanor Henstridge
- Jake Maskall (VF : Bernard Gabay) : le roi Cyrus Henstridge
- Tom Austen (VF : Damien Boisseau) : Jasper Frost
- Oliver Milburn (VF : Guillaume Lebon) : Ted Pryce

### Acteurs récurrents
- Lydia Rose Bewley (en) (VF : Léovanie Raud) : la princesse Penelope Henstridge
- Jerry-Jane Pears (en) (VF : Aurore Bonjour) : la princesse Maribel Henstridge
- Poppy Corby-Tuech : Prudence
- Andrew Bicknell (arz) : Lucius
- Victoria Ekanoye (VF : Anne Tilloy) : Rachel
- Manpreet Bachu (VF : Jérémy Prévost) : Ashok
- Scott Maslen (en) : James Holloway
- Simon Thomas (VF : Eilias Changuel) : Nigel Moorefield
- Joan Collins : la Grande Duchesse Alexandra d'Oxford
- Rocky Marshall (en) : James Hill
- Andrew Cooper (VF : Fabrice Fara) : Twysden "Beck" Beckwith II
- Ben Cura : Holden Avery
- Alex Felton : Ivan Avery
- Genevieve Gaunt : Wilhelmina
- Sarah Dumont : Samantha Cook / Mandy
- Leanne Joyce : Imogen
- Keeley Hazell : Violet
- Laila Rouass : le premier ministre Rani
- Stephanie Vogt : Daphne Pryce

## Épisodes

### Épisode 1:Ça ne peut pas aller en s’améliorant
- États-Unis /  Canada : 15 novembre 2015 sur E! / E! Canada
- France : 18 octobre 2016 sur ELLE Girl
- Québec : 3 novembre 2016 sur VRAK.TV

- États-Unis : 0,84 million de téléspectateurs[2] (première diffusion)

### Épisode 2:Couronne, et tendance
- États-Unis /  Canada : 22 novembre 2015 sur E! / E! Canada
- France : 18 octobre 2016 sur ELLE Girl

- États-Unis : 0,73 million de téléspectateurs[3] (première diffusion)

### Épisode 3:Le grain de sable
- États-Unis /  Canada : 29 novembre 2015 sur E! / E! Canada
- France : 25 octobre 2016 sur ELLE Girl

- États-Unis : 0,53 million de téléspectateurs[4] (première diffusion)

### Épisode 4:Eh bien? Cet être a-t-il reparu cette nuit?
- États-Unis /  Canada : 6 décembre 2015 sur E! / E! Canada
- France : 25 octobre 2016 sur ELLE Girl

- États-Unis : 0,63 million de téléspectateurs[5] (première diffusion)

### Épisode 5:Le fantôme qui me hante
- États-Unis /  Canada : 13 décembre 2015 sur E! / E! Canada
- France : 1er novembre 2016 sur ELLE Girl

- États-Unis : 0,65 million de téléspectateurs[6] (première diffusion)

### Épisode 6:Quand la vérité se tait
- États-Unis /  Canada : 20 décembre 2015 sur E! / E! Canada
- France : 1er novembre 2016 sur ELLE Girl

- États-Unis : 0,71 million de téléspectateurs[7] (première diffusion)

### Épisode 7:Une journée avec ma mère
- États-Unis /  Canada : 27 décembre 2015 sur E! / E! Canada
- France : 8 novembre 2016 sur ELLE Girl

- États-Unis : 0,67 million de téléspectateurs[8] (première diffusion)

### Épisode 8:Souviens-toi de tous mes péchés
- États-Unis /  Canada : 3 janvier 2016 sur E! / E! Canada
- France : 8 novembre 2016 sur ELLE Girl

- États-Unis : 0,82 million de téléspectateurs[9] (première diffusion)

### Épisode 9:Et alors, il a bondi comme un être coupable
- États-Unis /  Canada : 10 janvier 2016 sur E! / E! Canada
- France : 15 novembre 2016 sur ELLE Girl

- États-Unis : 0,81 million de téléspectateurs[10] (première diffusion)

### Épisode 10:Le serpent qui a mordu ton père mortellement
- États-Unis /  Canada : 17 janvier 2016 sur E! / E! Canada
- France : 15 novembre 2016 sur ELLE Girl

- États-Unis : 0,85 million de téléspectateurs[11] (première diffusion)